# Płyta północnoamerykańska

Płyta północnoamerykańska pokazana na brązowo

Płyta północnoamerykańska – płyta tektoniczna, której częścią jest kontynent Ameryki Północnej. Cała płyta sięga w kierunku wschodnim do Grzbietu Śródatlantyckiego, w kierunku zachodnim do Gór Czerskiego we wschodniej Syberii, a w kierunku północnym do Grzbietu Gakkela na dnie Oceanu Arktycznego.
Grzbiet Gakkela i Grzbiet Śródatlantycki oddzielają ją od płyty eurazjatyckiej i płyty afrykańskiej.
Południowa strona płyty graniczy z płytą południowoamerykańską na wschodzie, płytą karaibską w centrum i płytą kokosową na zachodzie.
Zachodnia strona płyty jest krawędzią styka się z płytą Juan de Fuca oraz z płytą pacyficzną m.in. poprzez uskok San Andreas.
Syberyjska część płyty północnoamerykańskiej graniczy z płytą pacyficzną, płytą filipińską oraz płytą eurazjatycką.
Centralną częścią płyty północnoamerykańskiej jest platforma amerykańsko-grenlandzka, otoczona przez różnowiekowe pasma fałdowe, które tworzą kontynent Ameryki Północnej wraz z Grenlandią. Od północy przylega do niego część zbudowana jedynie ze skorupy oceanicznej stanowiąca podłoże Oceanu Arktycznego, od wschodu zaś skorupa oceaniczna stanowiąca podłoże Oceanu Atlantyckiego.
Najstarsza, prekambryjska skorupa ziemska kontynentalna występuje w tarczy kanadyjskiej i tarczy grenlandzkiej, najmłodsza w Kordylierach.
Najstarsza skorupa oceaniczna płyty północnoamerykańskiej (północnego Atlantyku) pochodzi z epoki wczesnej kredy, najmłodsza powstaje w czasach obecnych w ryftach otaczających płytę północnoamerykańską.